# Mychajliwka (rejon perwomajski)
Mychajliwka (ukr. Михайлівка) – wieś na Ukrainie, w obwodzie mikołajowskim, w rejonie perwomajskim, w hromadzie Wradijiwka. W 2001 liczyła 106 mieszkańców.